# Jaret Reddick
Jaret Reddick, född 6 mars 1972 i Grapevine, Texas, är en amerikansk musiker, känd som ledsångare och gitarrist i rockbandet Bowling for Soup. Bowling for Soup har bland annat gjort låten "Punk Rock 101" och "Girl All the Bad Guys Want". Han har Texas-flagga på sin gitarr. Han är den nya rösten till Chuck E. Cheese, då han ersatte Duncan Brannan som rösten för figuren.
Reddick är yngst av sina syskon. Han har fyra systrar och en bror. Han gick i Cunningham Elementry School. Han har spelat trummor i band för marschmusik, innan han vid 17 års ålder började spela gitarr.

## Diskografi

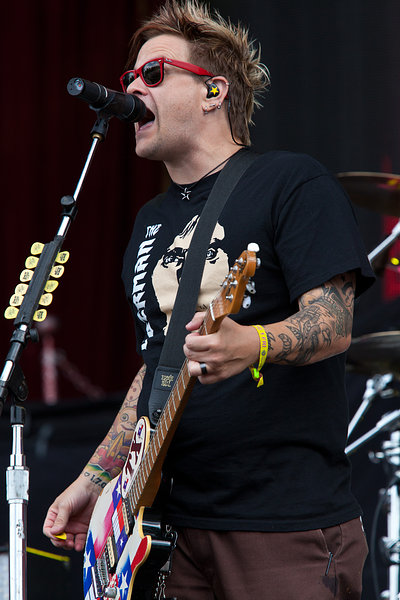
Jaret Reddick 2010.

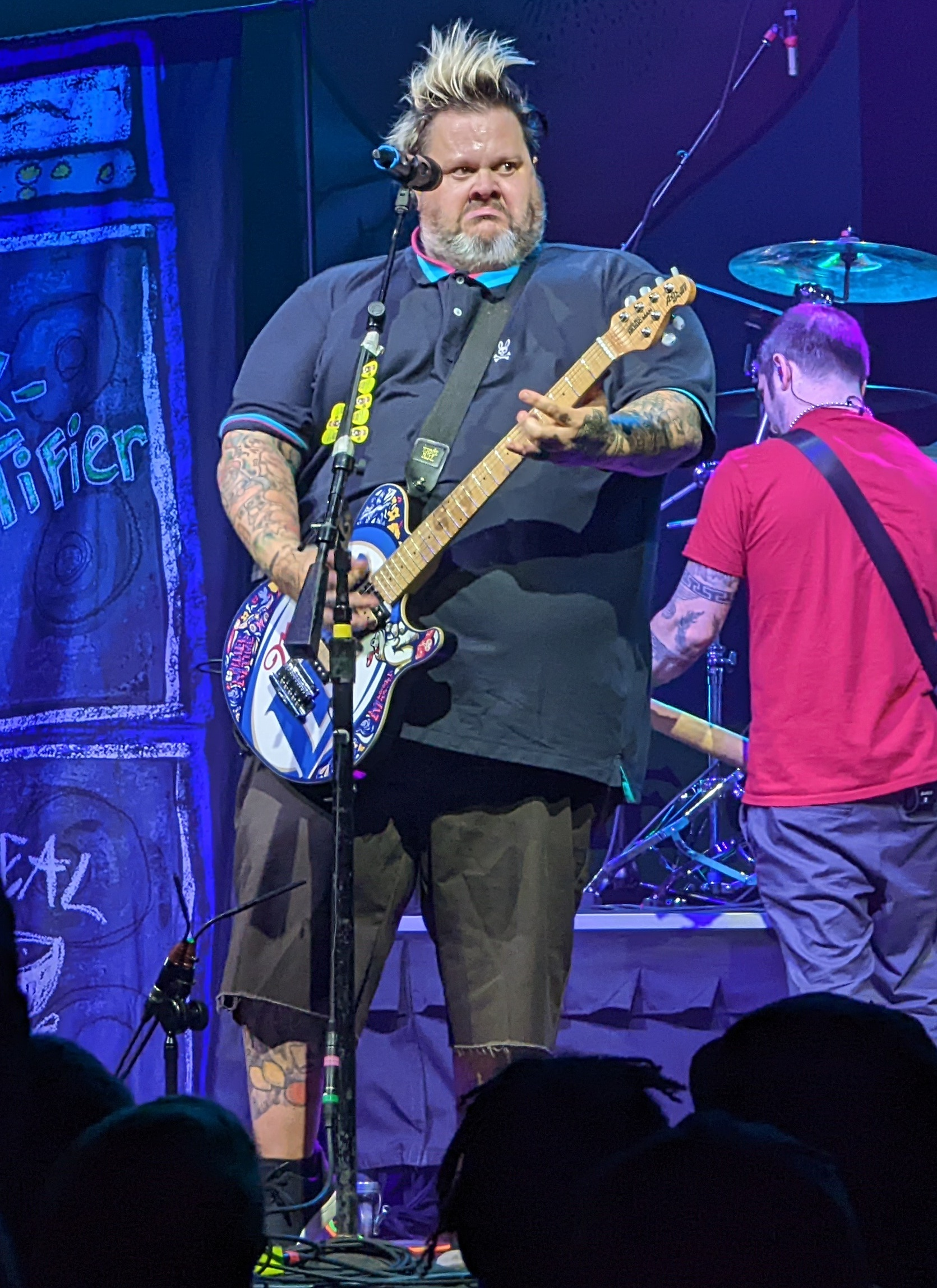
Jaret Reddick 2022.

### Studioalbum med Bowling for Soup
- Bowling for Soup (1994)
- Cell Mates (1996)
- Rock on Honorable Ones!! (1997)
- Tell Me When to Whoa (1998)
- Let's Do It for Johnny!! (2000)
- Drunk Enough to Dance (2002)
- A Hangover You Don't Deserve (2004)
- Bowling for Soup Goes to the Movies (2005)
- The Great Burrito Extortion Case (2006)
- Sorry for Partyin' (2009)
- Fishin' for Woos (2011)
- Lunch. Drunk. Love. (2013)
- Songs People Actually Liked (Vol 1) (2015)
- Drunk Dynasty (2016)
- Pop Drunk Snot Bread (2022)
- Songs People Actually Liked (Vol 2) (2023)

### Med People on Vacation
- The Carry On EP (2011)
- The Summer and the Fall (2012)
- Holiday Vacation (2012)
- The Chronicles of Tim Powers (2015)

### Med Jarinus
- Jarinus Rhymes with Vaginus (2013)

### Med Jaret & Kelly
- Sittin' In a Tree (2019)

### Med Jaret Ray Reddick
- Just Woke Up (2022)
- Christmas Day Without You (feat. Autumn Ragland) (Single) (2023)

### Phineas and Ferboch Love Händel
| År        | Artist                                                              | Låt                                         | Frigör | Notes                                                                   |
| --------- | ------------------------------------------------------------------- | ------------------------------------------- | --- | ----------------------------------------------------------------------- |
| 2008      | Danny and Phineas Flynn                                             | "History of Rock"                           | Phineas and Ferb, episode: "Dude, We're Getting the Band Back Together"                                                 | Reddick som Danny från Love Händel och Vincent Martella som Phineas.    |
| 2008      | Love Händel                                                         | "You Snuck Your Way Right Into My Heart"    | Phineas and Ferb, episode: "Dude, We're Getting the Band Back Together"                                                 | Reddick som Danny från Love Händel.                                     |
| 2008      | Love Händel                                                         | "Music Makes Us Better"                     | Phineas and Ferb, episode: "Dude, We're Getting the Band Back Together"                                                 | Reddick som Danny från Love Händel.                                     |
| 2009      | Love Händel and Dr. Heinz Doofenshmirtz                             | "Couldn't Kick My Way Right Into Her Heart" | Phineas and Ferb, episode: "Thaddeus and Thor"                                                                          | Reddick som Danny från Love Händel och Dan Povenmire som Doofenshmirtz. |
| 2009      | Love Händel                                                         | "You Snuck Your Way Right Into My Heart"    | Phineas and Ferb soundtrack                                                                                             | Reddick som Danny från Love Händel.                                     |
| 2010      | Love Händel                                                         | "Tri-State Area Unification Day"            | Phineas and Ferb, episode: "Hip Hip Parade"                                                                             | Reddick som Danny från Love Händel.                                     |
| 2010      | Carmen Carter                                                       | "Izzy's Got the Frizzies"                   | Phineas and Ferb, episode "Robot Rodeo"                                                                                 | Låtskrivare                                                             |
| 2010      | Love Händel                                                         | "Bouncin' Around the World"                 | Phineas and Ferb, "Summer Belongs to You" episode och soundtrack                                                        | Reddick som Danny från Love Händel; also songwriter                     |
| 2010      | Love Händel                                                         | "The Ballad of Klimpaloon"                  | Phineas and Ferb, "Summer Belongs to You" endast soundtrack                                                             | Reddick som Danny från Love Händel.                                     |
| 2010      | Dan Povenmire, Jeff "Swampy" Marsh, Martin Olson, and Jaret Reddick | "Robot Riot" – Demo                         | Original demo skriven för Phineas and Ferb the Movie: Across the 2nd Dimension                                          | Också låtskrivare                                                       |
| 2010      | Love Händel                                                         | "Santa Claus Is Coming to Town"             | Phineas and Ferb: Holiday Favorites                                                                                     | Reddick as Danny from Love Händel.                                      |
| 2010–2011 | Jaret Reddick                                                       | Take Two with Phineas and Ferb theme        | Take Two with Phineas and Ferb                                                                                          |                                                                         |
| 2011      | Love Händel                                                         | "Robot Riot"                                | Phineas and Ferb the Movie: Across the 2nd Dimension and Phineas and Ferb: Across the 1st and 2nd Dimensions soundtrack | Reddick som Danny från Love Händel; också låtskrivare                   |

### Gästframträdanden och annat arbete
| År   | Artist | Låt                                              | Frigör | Notes |
| ---- | --- | ------------------------------------------------ | --- | --- |
| 2005 | Army of Freshmen                                                                                                   |                                                  | At The End Of The Day (EP) | Producent |
| 2006 | MC Lars feat. Jaret Reddick                                                                                        | "Download This Song"                             | The Graduate | |
| 2006 | Army of Freshmen feat. Jaret Reddick                                                                               | "At the End of the Day"                          | Under the Radar | |
| 2006 | Army of Freshmen feat. Jaret Reddick                                                                               | "Down at the Shore"                              | Under the Radar | |
| 2006 | Army of Freshmen feat. Jaret Reddick                                                                               | "Maybe in the Midwest"                           | Under the Radar | |
| 2006 | Army of Freshmen feat. Jaret Reddick                                                                               | "Wrinkle in Time"                                | Under the Radar | |
| 2006 | The Lordz feat. Jaret Reddick                                                                                      | "Runaway"                                        | The Brooklyn Way | |
| 2007 | Junior feat. Jaret Reddick                                                                                         | "She's So Amazing"                               | Are We Famous Yet? | Också låtskrivare                                                                                                  |
| 2008 | Jaret Reddick with various artists                                                                                 | "Endless Possibility"                            | Sonic Unleashed | Reddick spelar huvudsång och skrev låtens text. Erik Chandler från Bowling for Soup sjunger också under refrängen. |
| 2008 | MC Lars feat. Jaret Reddick                                                                                        | "I'm Dreaming of a Green Christmas"              | The Green Christmas EP | Också låtskrivare                                                                                                  |
| 2009 | Darlington feat. Jaret Reddick                                                                                     | SUV & Girls + Summer = Fun!                      | producerade, cowrote och co-arrangerade de två singlarna, samt framförde gitarrpartier & bakgrundssång. Erik Chandler framförde även basstämmor & bakgrundssång & Gary Wiseman framförde trumpartierna. | |
| 2009 | Danger Danger feat. Jaret Reddick                                                                                  | "Dirty Mind"                                     | Revolve | Backsång |
| 2009 | RollerCoasteR feat. Jaret Reddick                                                                                  | "Ex Best Friend"                                 | First Contact | |
| 2011 | "Dallas 'til I Die"                                                                                                | Theme for FC Dallas                              | | |
| 2011 | Marti Dodson feat. Jaret Reddick                                                                                   | "Sonny and Cher"                                 | | Även producent |
| 2012 | Kurt Baker | "Weekend Girls"                                  | Brand New Beat | Skribent |
| 2013 | Bret Michaels feat. Jaret Reddick                                                                                  | "What I Got"                                     | Jammin' With Friends | |
| 2013 | Patent Pending feat. Jaret Reddick                                                                                 | "Classic You"                                    | Brighter | Också Co-songwriter                                                                                                |
| 2015 | The Dollyrots feat. Jaret Reddick                                                                                  | "Come Out And Play"                              | Come Out And Play (Single) | Sång |
| 2015 | Blues Traveler | "I Know Right" & "Right Here Waiting for You"    | Blow Up The Moon | Sång |
| 2015 | Suburban Legends                                                                                                   | "Love Song"                                      | Forever in the Friendzone | Co-songwriter |
| 2017 | The Dollyrots feat. Jaret Reddick                                                                                  | "Other Trucker"                                  | Whiplash Splash | Sång |
| 2017 | Jaret Reddick with various artists                                                                                 | "Thunderball"                                    | Songs, Bond Songs: The Music of 007 | Sång |
| 2017 | Vandoliers | "Pantego" & "The Native"                         | The Native | Sång |
| 2019 | MC Lars & Mega Ran feat. Jaret Reddick, Kelly Ogden and Stacked Like Pancakes                                      | "Bartleby, the Scrivener"                        | The Dewey Decibal System | Sång |
| 2020 | Karma Kids | "Matrix"                                         | Dystopian Dream Part Two: Land of the Free | Sång |
| 2020 | Jarrett Aldof feat. Jaret Reddick                                                                                  | "The Other Side"                                 | The Other Side (Single) | Sång |
| 2020 | Throttlebody feat. Jaret Reddick                                                                                   | "Mama Tried"                                     | Mama Tried (Single) | Sång |
| 2020 | Boy Blue feat. Jaret Reddick                                                                                       | "Ghost of Saturday Night"                        | Ghost of Saturday Night (Single) | Sång |
| 2020 | Punk Rock Factory feat. Jaret Reddick                                                                              | "Let It Go"                                      | A Whole New Wurst | Sång |
| 2021 | Just Like Them feat. Jaret Reddick and Chris Swinney                                                               | "Clean Sheets"                                   | Clean Sheets (Single) | Sång |
| 2021 | tle feat. Jaret Reddick                                                                                            | "Kids Eat Free"                                  | I Can't Listen to All of You at Once | Sång |
| 2021 | Ryan Glenn feat. Jaret Reddick                                                                                     | "Love You All Night Long" & "Psychobilly Sunday" | Faraway Rose | Sång |
| 2021 | MC Lars feat. Jaret Reddick                                                                                        | "Feel Good Inc."                                 | Feel Good. Inc (Single) | Sång |
| 2021 | Don't Panic feat. Jaret Reddick                                                                                    | "Creeping Death"                                 | Creeping Death (Single) | Sång |
| 2022 | Shameless feat. Jaret Reddick and Bruce Kulick                                                                     | "Eastbound & Down"                               | So Good, You Should... | Sång |
| 2023 | Lakesick feat. Jaret Reddick                                                                                       | "Girl That I Don't Want"                         | Self-titled album | Sång |
| 2023 | Mikey & His Uke feat. Jaret Reddick, Anthony Carone, Darrin Pfeiffer, Kelly Lemieux and Satchel from Steel Panther | "Rebel Yell"                                     | Rebel Yell (Single) | Sång |
| 2023 | Jaret Reddick with various artists                                                                                 | "Hop A Train"                                    | Steel Cuts: Matt Mason | Sång |
| 2023 | Chin Up, Kid | "1985 (feat. Jaret Reddick)"                     | 1985 (feat. Jaret Reddick) - Single | Sång |
| 2023 | Jaret Reddick & Rob Felicetti with various artists                                                                 | "Punk Rock 101 (Acoustic Live 2022)"             | Punk Rock Saves Lives ... The Album! Volume 3 | Sång |
| 2023 | Busted | "She Wants to Be Me 2.0"                         | Greatest Hits 2.0 (Guest Features Edition) | Sång |
| 2023 | Chuck Wimer feat. Jaret Ray Reddick                                                                                | "1985 (Country Version)"                         | 1985 (Country Version) (Single) | Sång |
| 2023 | Rival Town | "Seasons" feat. Jaret Reddick                    | "Seasons" feat. Jaret Reddick | Sång |